# Altenhagen (Meklemburgia-Pomorze Przednie)
Altenhagen – gmina w Niemczech,  w kraju związkowym Meklemburgia-Pomorze Przednie, w powiecie Mecklenburgische Seenplatte, wchodząca w skład Związku Gmin Treptower Tollensewinkel.
Dzielnice: Altenhagen, Neuenhagen i Philippshof.